# 尼崎運河

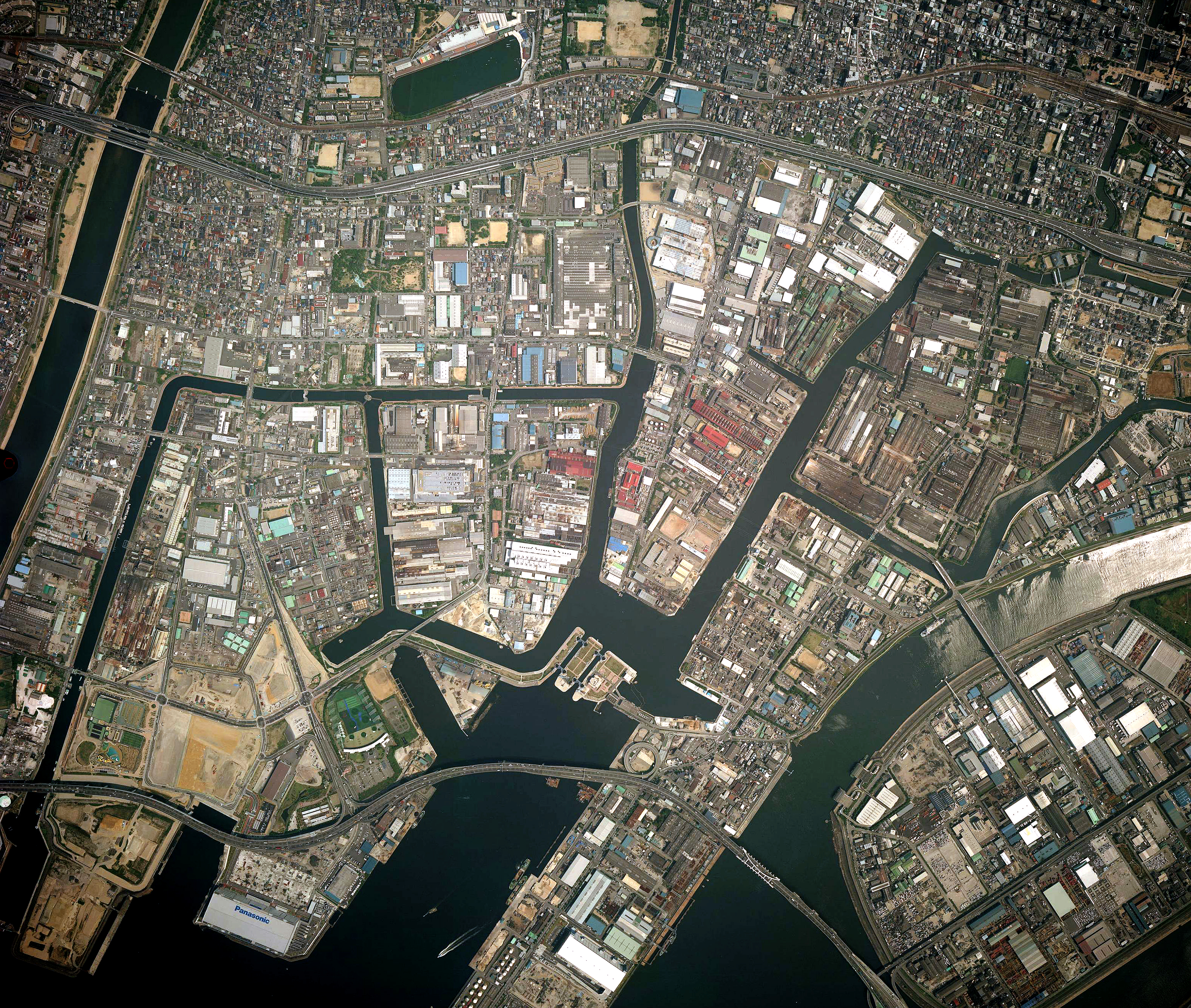
尼崎市臨海地域・運河全景　5つの運河と3つの河川が、防潮堤や水門等で海と隔てられている。中央下付近に見られる2本の切れ目が船舶の出入口となる閘門（尼ロック）。国土地理院 地図・空中写真閲覧サービスを基に作成

尼崎運河（あまがさきうんが）は、兵庫県尼崎市にある5つの運河（北堀運河、南堀運河、西堀運河、東堀運河、中掘運河）の総称である。全長は6.9km、蓬川（よもがわ）・庄下川・旧左門殿川の臨海域を流れる3つの河川を合わせた総延長は12.4kmになる。国内の多くの運河が、工場等からの物流という当初の目的を終えた中、未だ現役でその役割をもつ運河である。尼崎21世紀の森構想地区にあることから、整備、活用において一体的に捉えられることが多い。

## 歴史
尼崎市臨海部は明治後半から工業化が進んだ。昭和初期までは、新田の間を流れる水路を運河の代わりとして利用していたが、1934年（昭和9年）に運河の造成計画が決定。1942年（昭和17年）頃に、ほぼ現在の形に整備された。
その後工場の地下水汲み上げを原因とする地盤沈下が発生し、台風の度に大きな被害を受けるようになる。そこで、運河の物流機能を維持し、なおかつ高潮や洪水等の浸水被害から市域を守るための閘門（こうもん）式防潮堤が計画され、1955年（昭和30年）に尼崎閘門（尼ロック）が完成した。
2007年（平成19年）には、運河を核とした魅力ある地域づくりへの取組を国土交通省が支援する「運河の魅力再発見プロジェクト」の第1次認定を受け、「21世紀の尼崎運河再生プロジェクト」が策定された。

## 概要

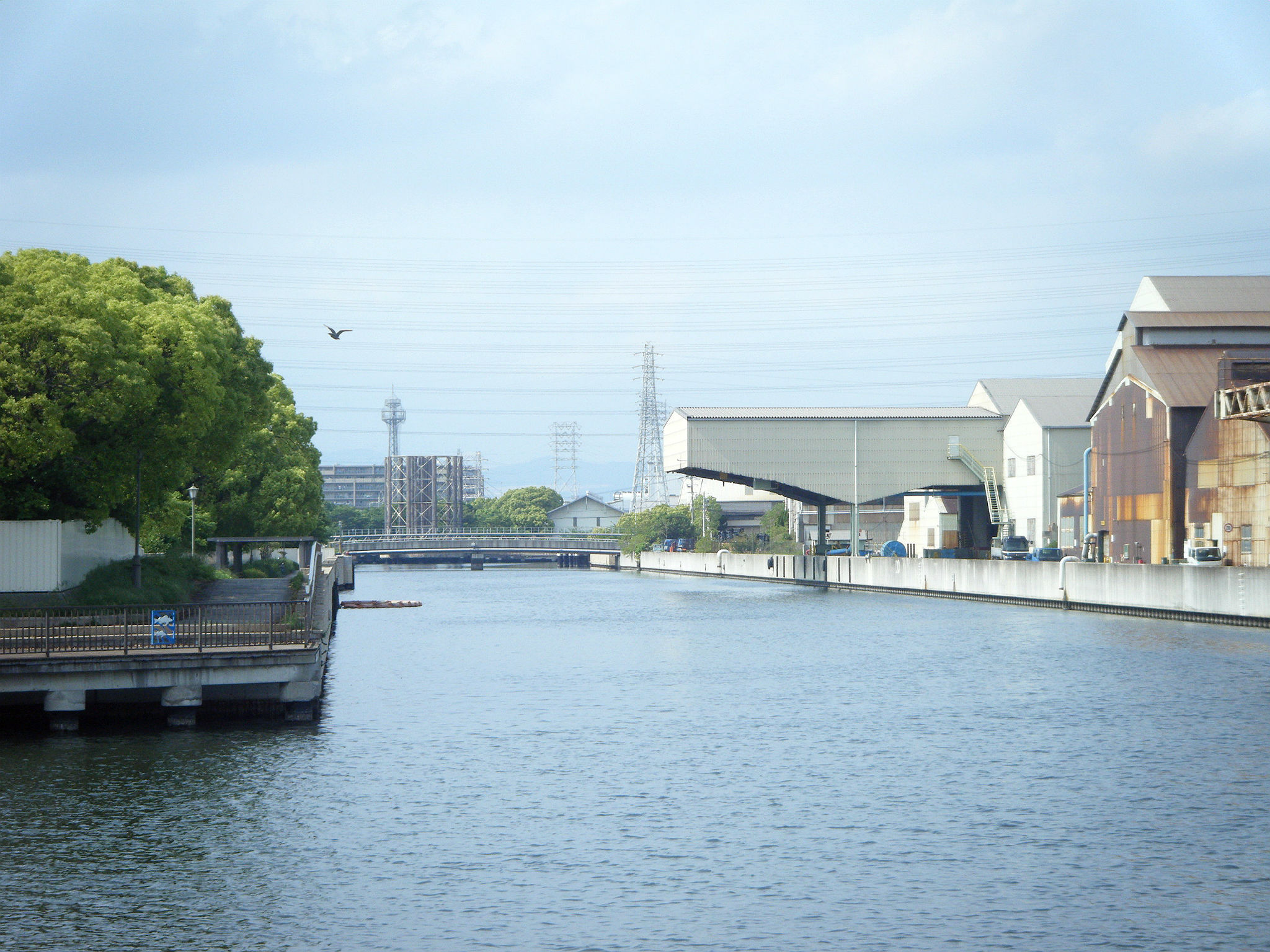
中堀運河

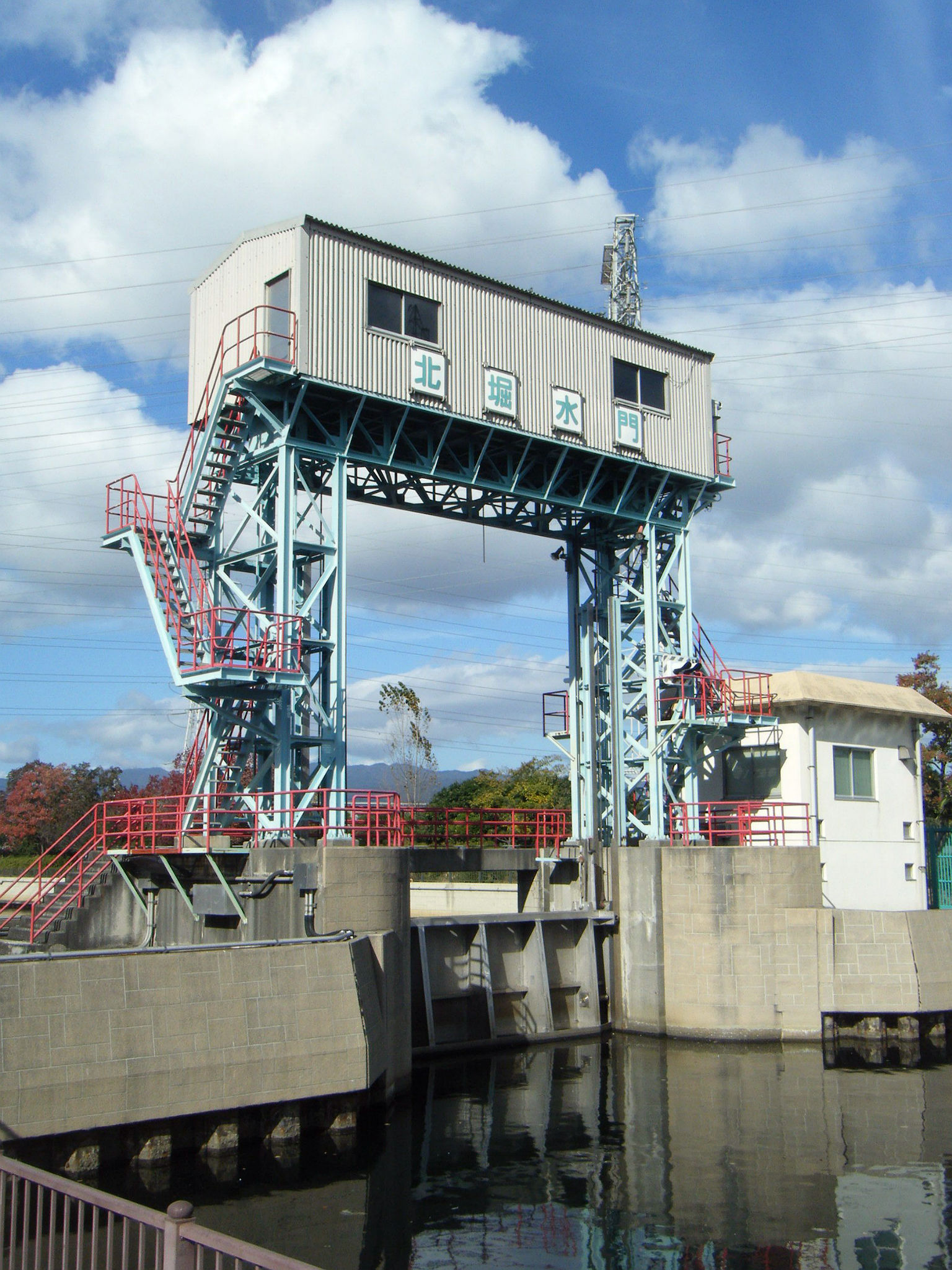
北堀水門（北堀運河）

### 所在地
尼崎市の国道43号以南、中島川と武庫川の間に挟まれた、尼崎港を中心とした臨海地域である。

### 運河および施設等
総延長12.4kmに渡る運河・河川により構成され、それらの機能・役割を維持する水門・排水機場等の関連施設が建てられている。また運河沿いにおいては、水際の親水性を高めるための緑地帯や遊歩道等も整備されている。
　※名称後ろのカッコ内数値は、各運河・河川の延長
| - 北堀運河（1.1km） - 東堀運河（1.9km） - 中堀運河（0.7km） - 西堀運河（2.3km） - 南堀運河（0.9km） | - 蓬川（1.7km） - 庄下川（1.7km） - 旧左門殿川（2.1km） |

#### 施設
- 閘門：尼崎閘門（尼ロック）
- 水門：丸島水門、北堀水門、庄下川水門
- 排水機場：東浜第一・第二・第三排水機場、松島排水機場
- 浄水施設：水質浄化施設（北堀運河）
- 跳ね橋：東高洲橋

#### であい橋

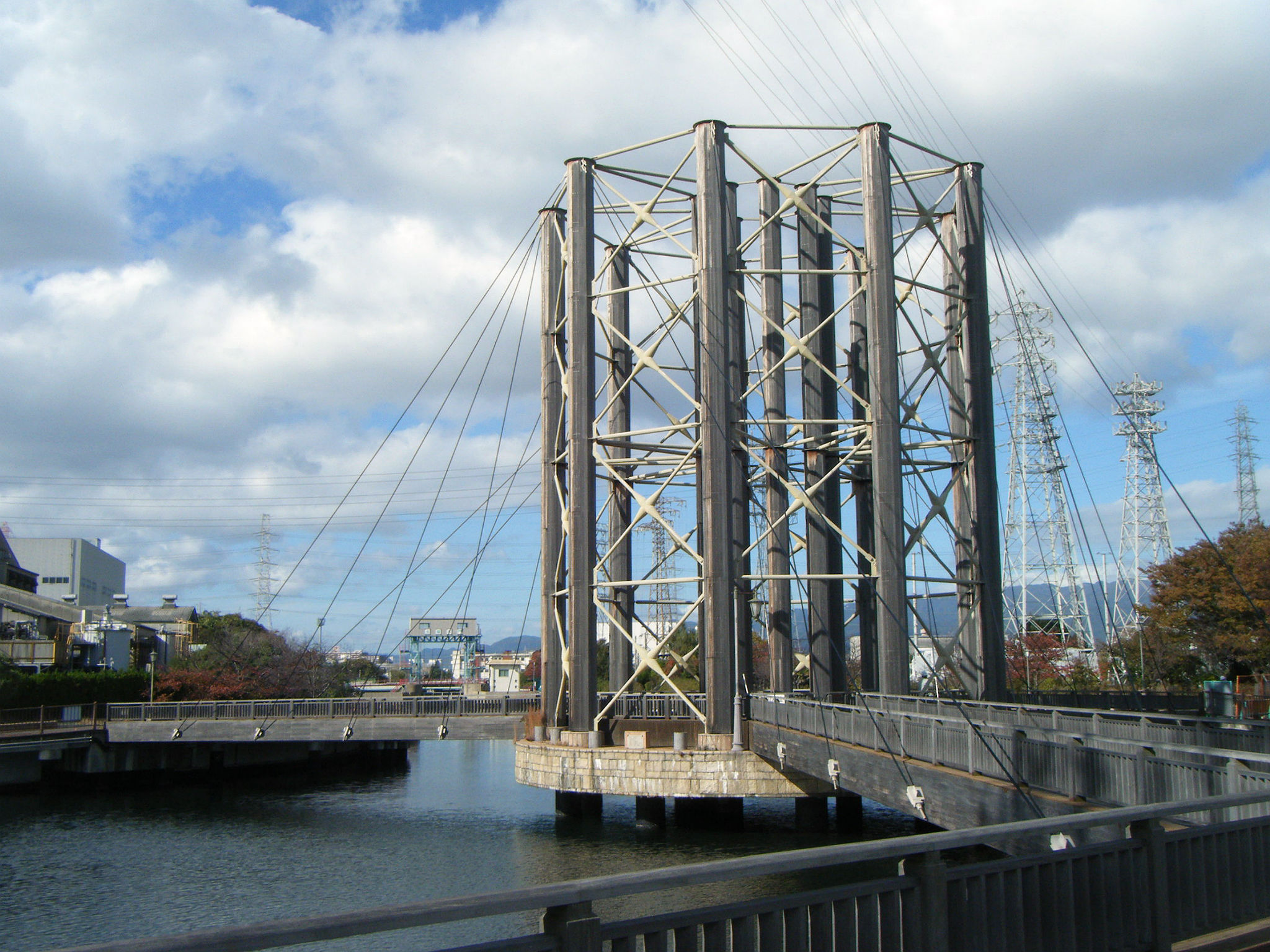
であい橋

北堀運河と中堀運河が合流する地点に架けられた斜張橋。1997年（平成9年）、遊歩道の整備に併せて完成した。橋の中心に主塔があり、桁は三方に分かれている。主塔は昭和時代、付近にあった関西熱化学工業のガスタンクをイメージしたモニュメントを兼ねており、尼崎閘門と並ぶ運河のシンボルとなっている。
橋の名称の由来は「三つの町を繋ぐ橋」「北堀運河と中堀運河が出会うところに架かる橋」等複数ある。現地の遊歩道に掲げられた案内地図には、前述の由来や下記の諸元等が記載されている。（であい橋については#その他にも記述あり）
- 歩道橋（下路形式プレートガーダー斜張橋）
- 高さ - 19m（基礎天端から）
- 直径 - 17.5m（基礎部） 15.3m（上部工柱部）
- 径間長 - BR-1：L=33.4m BR-2：L=22.65m BR-3：L=15.65m[注 1]
- 竣工 - 平成9年3月

## 役割

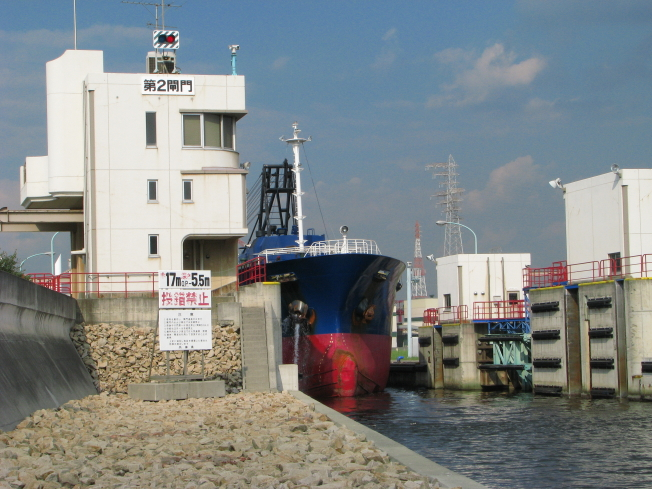
尼崎閘門を通航する船舶

### 水運
2008年現在、運河には年間で約1万隻の貨物船が通行しており、臨海地域の物流に重要な役割を果たしている。
後述の浸水対策のため、運河と海を隔てる防潮堤には閘門（尼ロック）が設置されている。船舶を前後の水門で締め切り交互に開閉し、水位の低い運河に海水が流れ込むのを防ぐことにより、24時間航行が可能となっている。

### 防災
尼崎市の南部臨海地域では、前述の工業用水汲み上げによる地盤沈下が昭和30年代初頭にピークを迎え、ゼロメートル地帯が市域の40％以上に達した。これらの地域では、常に高潮や豪雨災害の危険性にさらされ、1950年（昭和25年）のジェーン台風では大きな被害を受けることになる。
高潮を防ぐため、臨海部はすべて防潮堤で囲まれている。一方で、豪雨時には庄下川と蓬川から流れ込む水を堤外へ排出するため、運河・河川に整備された排水機場がフル稼働する。2005年（平成17年）度に完成した尼崎閘門の集中コントロールセンターでは、最新技術により閘門や排水機場などを24時間操作・監視している。

## 市民活動等
上記に述べた本来の役割の他、運河では市民等による様々な取り組みや催しが行なわれている。

### 水質浄化活動

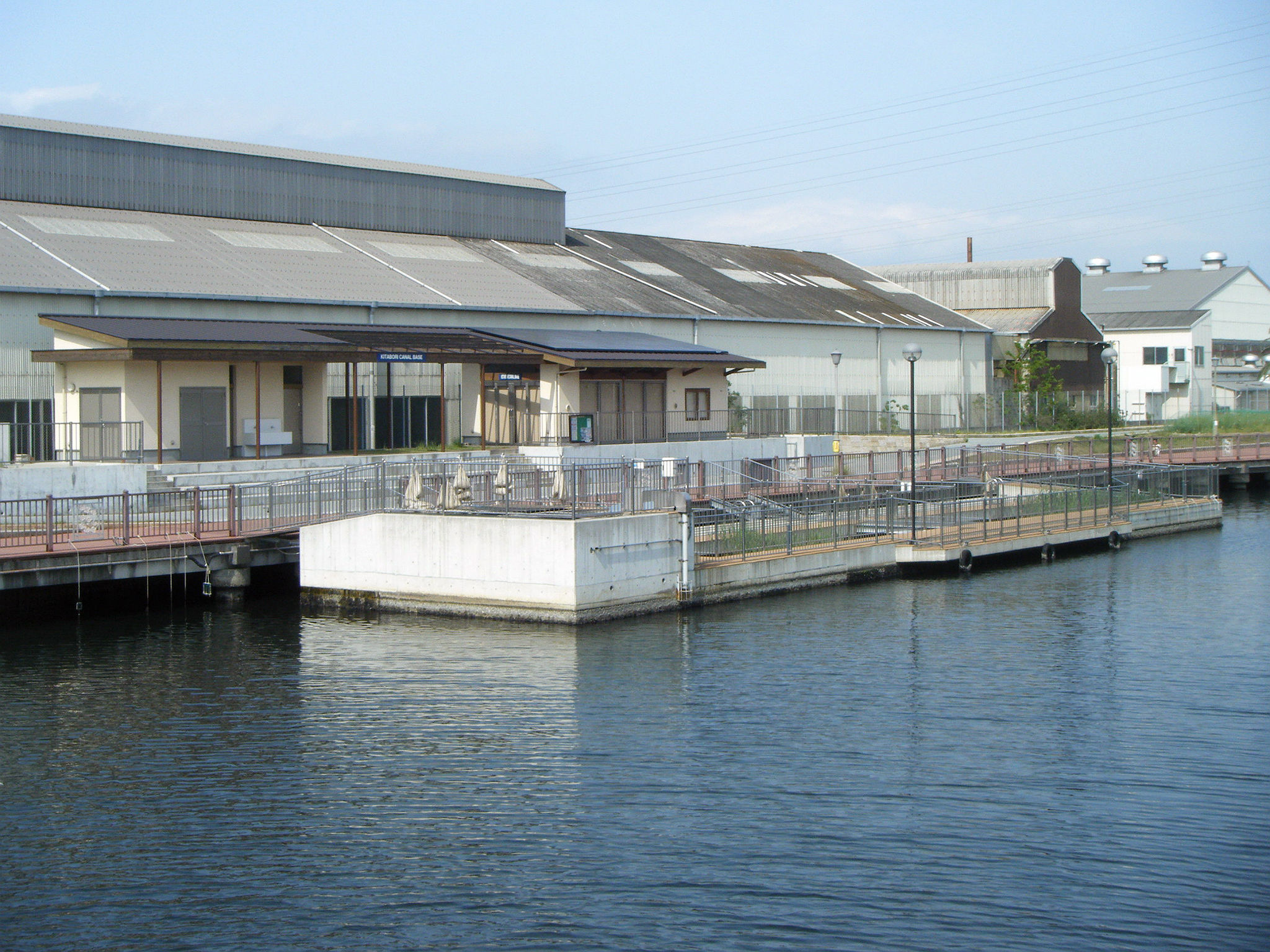
北堀運河に造られた水質浄化施設　奥の建物は活動拠点となる「北堀キャナルベース」

尼崎運河は、全域が防潮堤等により外海から閉鎖された水域となっているため、水の循環がほとんどない。水深2m以下の底では年間を通じて酸素が極端に少なく、生物の生息が困難なため、水を浄化する機能も働かない。
これらが原因で水質が悪化した日本有数の水域となっていたが、2011年（平成23年）、北堀運河に水質浄化施設が造られた。この施設を拠点に市内の中学・高校、徳島大学や地元自治体、市民らが水質浄化活動を行なっているほか、市内の小学校の環境体験学習の場となっている。
2013年（平成25年）3月には、活動拠点としての施設「北堀キャナルベース」が水質浄化施設前に完成した。また同年には、徳島大学と尼崎市及び兵庫県阪神南県民局の三者が、尼崎運河の水環境改善と地域の環境学習を推進するために相互に連携・協力することで合意し、協定を締結した。
毎月第3日曜日には、オープンキャナルデイと称して、一般市民等に水質浄化活動への参加を呼びかけている。

### レクリエーション

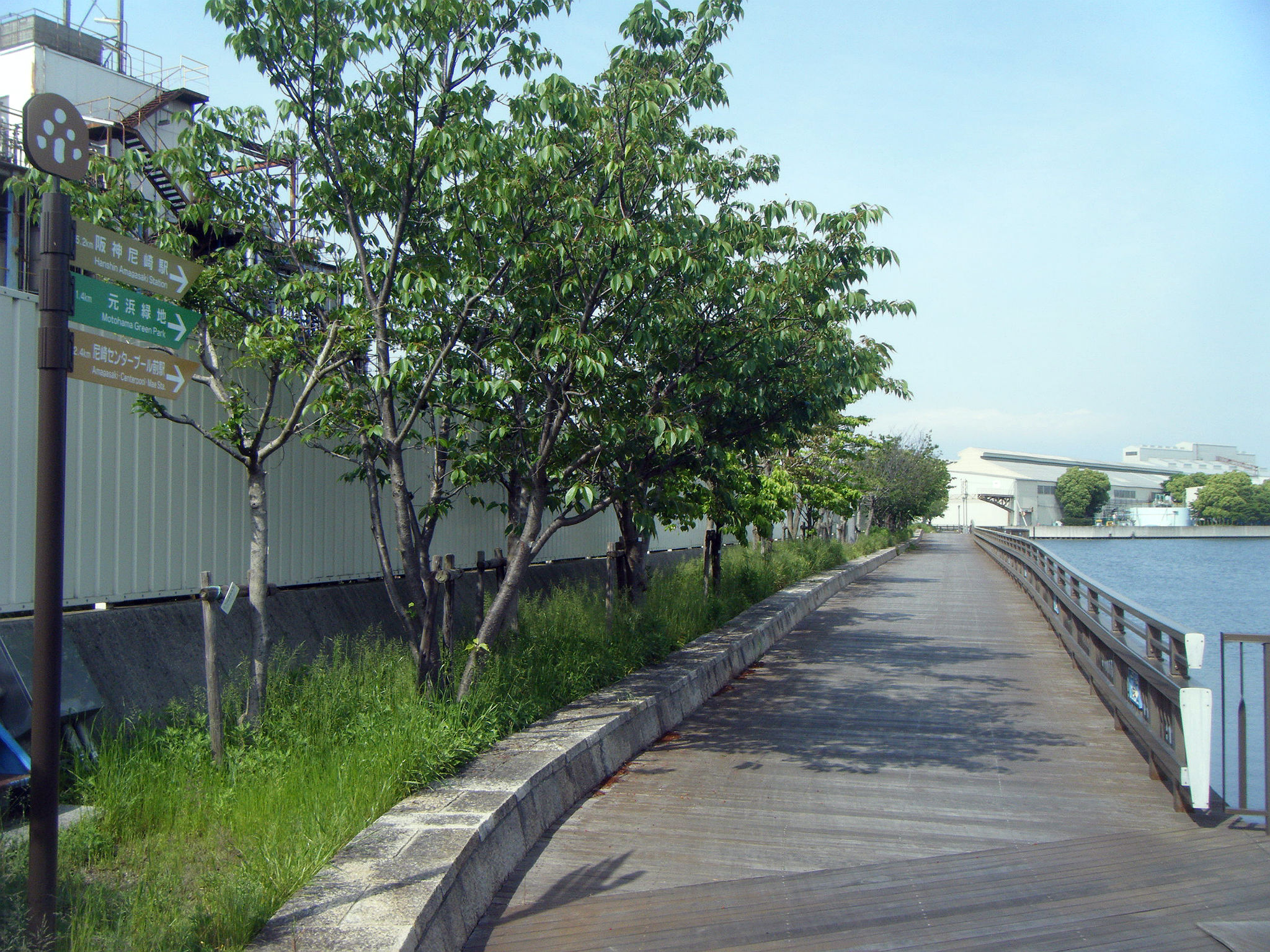
遊歩道（ボードウォーク）

尼崎運河では、定期的にスタンドアップパドル（SUP）が行われている。流れが緩やかで波も立たない運河は、初心者向けとしても適しているとされる。
毎年春と秋には、尼崎キャナルガイドの会など市民ボランティアのガイドにより運河クルージングがおこなわれるほか、秋には、うんぱく（尼崎運河博覧会）というイベントも開かれる。
また、運河沿いには木板で舗装された遊歩道（ボードウォーク）が整備されており、阪神尼崎駅前から尼崎の森中央緑地まで設定されている自転車道「尼っこリンリンロード」の一部を成している。

### その他
- 前述のであい橋では、赤い糸やリボンがいくつも結ばれ、デートスポットになっているとされる[11][12]。
- であい橋や遊歩道等「まち歩き」のルートが整備される一方で、利用者の少なさや隣接する祇園橋緑地に定住するホームレスにより若い女性等の通行に対する懸念が、地元のまちづくり市民委員会にて報告されている[13]。